# Вайонт
Вайонт (італ. Vajont) — муніципалітет в Італії, у регіоні Фріулі-Венеція-Джулія,  провінція Порденоне.
Вайонт розташований на відстані близько 480 км на північ від Рима, 105 км на північний захід від Трієста, 21 км на північ від Порденоне.
Населення — 1744 особи (2014).
Щорічний фестиваль відбувається 14 вересня. Покровитель — Gesù Crocifisso.

## Демографія
Населення за роками:

Станом на 1 січня 2023 року в муніципалітеті офіційно проживало 212 іноземців з 28 країн, серед них 59 громадян країн Євросоюзу та 2 громадяни України.

## Сусідні муніципалітети
- Маніаго